# Enrica Piccoli
Enrica Piccoli, född 19 januari 1999 i Castelfranco Veneto, är en italiensk konstsimmare.

## Karriär
Vid EM 2018 i Glasgow var Piccoli en del av Italiens lag som tog silver i fri kombination samt silver i både det fria och tekniska lagprogrammet. Vid VM 2019 i Gwangju var hon en del av Italiens lag som tog silver i highlight. Vid olympiska sommarspelen 2020 i Tokyo, som arrangerades 2021, var Piccoli en del av Italiens lag som slutade på femte plats i lagtävlingen.
Vid VM 2022 i Budapest var Piccoli en del av Italiens lag som tog silver i highlight samt brons i både det tekniska lagprogrammet och i fri kombination. Vid EM 2022 i Rom var hon en del av Italiens lag som tog silver i det fria lagprogrammet, det tekniska lagprogrammet, fri kombination och highlight. Vid europeiska spelen 2023 i Oświęcim var Piccoli en del av Italiens lag som tog silver i både det fria och tekniska lagprogrammet samt brons i det akrobatiska lagprogrammet. Vid VM 2023 i Fukuoka var hon en del av Italiens lag som tog silver i det tekniska lagprogrammet. Vid olympiska sommarspelen 2024 i Paris var Piccoli en del av Italiens lag som slutade på åttonde plats i lagtävlingen.
Vid konstsim-EM 2025 i Funchal tog Piccoli guld i det fria parprogrammet tillsammans med Lucrezia Ruggiero samt silver i det fria soloprogrammet. Vid VM 2025 i Singapore tog hon silver i det fria parprogrammet tillsammans med Lucrezia Ruggiero.